# Maison-Bleue (Séoul)
Pour les articles homonymes, voir Maison bleue (homonymie).

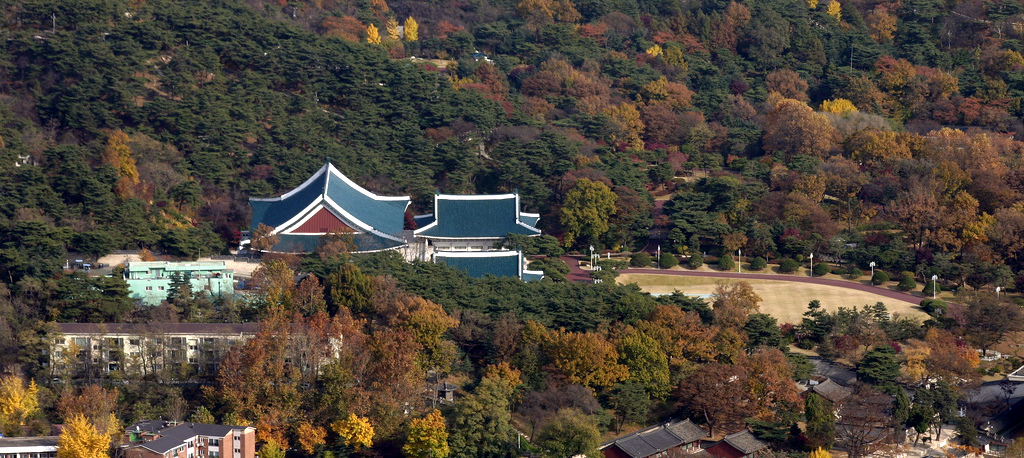
La Maison-Bleue

La Maison-Bleue (en hangeul : 청와대 ; hanja : 靑瓦臺 ; RR : Cheongwadae, que l'on peut traduire par la « maison au toit en tuiles bleues » ou  la « maison bleue ») est un parc public et un musée, et l'ancienne résidence officielle et l'ancien bureau du président de la république de Corée (Corée du Sud) de 1948 à 2022. Elle est située à Séoul, la capitale sud-coréenne. 

## Description et historique
Cheongwadae est en fait un ensemble de bâtiments, la plupart construits dans le style traditionnel coréen avec quelques éléments modernes :
- le bâtiment principal, résidence officielle du président ;
- la maison des invités, Yeongbin-gwan (영빈관, 迎賓館) ;
- le centre de presse, Chunchugwan (춘추관, 春秋館)
- les bâtiments administratifs.

L'ensemble couvre une superficie d'environ 250 000 m2.
Le site est l'emplacement d'une ancienne villa royale dans ce qui était Hanyang, capitale méridionale de la dynastie Goryeo (918–1392). Lors de l'occupation japonaise en 1910, le gouverneur général de Corée utilisa le terrain pour le bâtiment du gouvernement général japonais. En 1939, les Japonais construisirent la résidence officielle du gouverneur général. Avec la création de la république de Corée en 1948, le président Syngman Rhee  appela le bâtiment Gyeongmudae (경무대, 景武臺) qui était le nom de l'un des anciens bâtiments qui existaient auparavant. Il l'utilisa comme bureau et résidence. Le président Yun Po-sun changea le nom en Cheongwadae peu après son arrivée en 1960. Le 21 janvier 1968, des Nord-Coréens tentèrent de s'infiltrer dans le bâtiment, les combats qui s'ensuivirent, connus comme le raid sur la Maison-Bleue, firent 28 tués chez les Nord-Coréens, 68 chez les Sud-Coréens et 3 chez les Américains. Les présidents Park Chung-hee, Choi Kyu-ha et Chun Doo-hwan utilisèrent le bâtiment comme résidence et bureau. Pendant la présidence de  Roh Tae-woo, un nouveau bâtiment de bureau, une résidence officielle et un centre de presse furent construits. Le bâtiment principal fut ouvert en avril 1991.
En 1993, après le retour à une administration civile avec la présidence de Kim Young-sam, l'ancienne résidence du gouverneur général japonais dans le complexe de la Maison-Bleue fut démantelée pour retirer un des principaux symboles de l'occupation japonaise.
La géomancie a longtemps considéré la zone dans laquelle la Maison-Bleue est située comme un endroit portant chance. Cela est également indiqué sur un mur de pierre avec l'inscription « l'endroit le plus béni de la Terre » découvert derrière la résidence présidentielle durant la construction d'un nouveau bâtiment en 1990.
Au nord de la Maison-Bleue se trouve la montagne Bukhansan (ko), flanquée par les deux monts Naksan, symbolisant le dragon bleu à gauche et l'Inwangsan, symbolisant le tigre blanc à droite. Au sud se trouve Namsan, la montagne protectrice de la capitale. Devant coulent le torrent Cheonggyecheon et le fleuve Han.
En mai 2022, la Maison-Bleue a pour la première fois de son histoire été ouverte au public. Ainsi, 26 000 Coréens, tirés au sort après une inscription préalable en ligne, ont pu visiter les jardins. Le nouveau président de la République tout juste investi, Yoon Seok-youl, qui considère le lieu comme « un symbole du pouvoir impérial », a décidé de « rendre au public » le bureau présidentiel et de déménager la présidence dans l'enceinte du ministère de la Défense. 
En 2025, le nouveau président Lee Jae-myung décide de réemménager la présidence à la Maison-Bleue en 2025,. 

## Galerie

### Identité visuelle

Emblèmes historiques de la Maison-Bleue
1995-2005
2005-2008
2008-2013
2013-2022

### Images des bâtiments

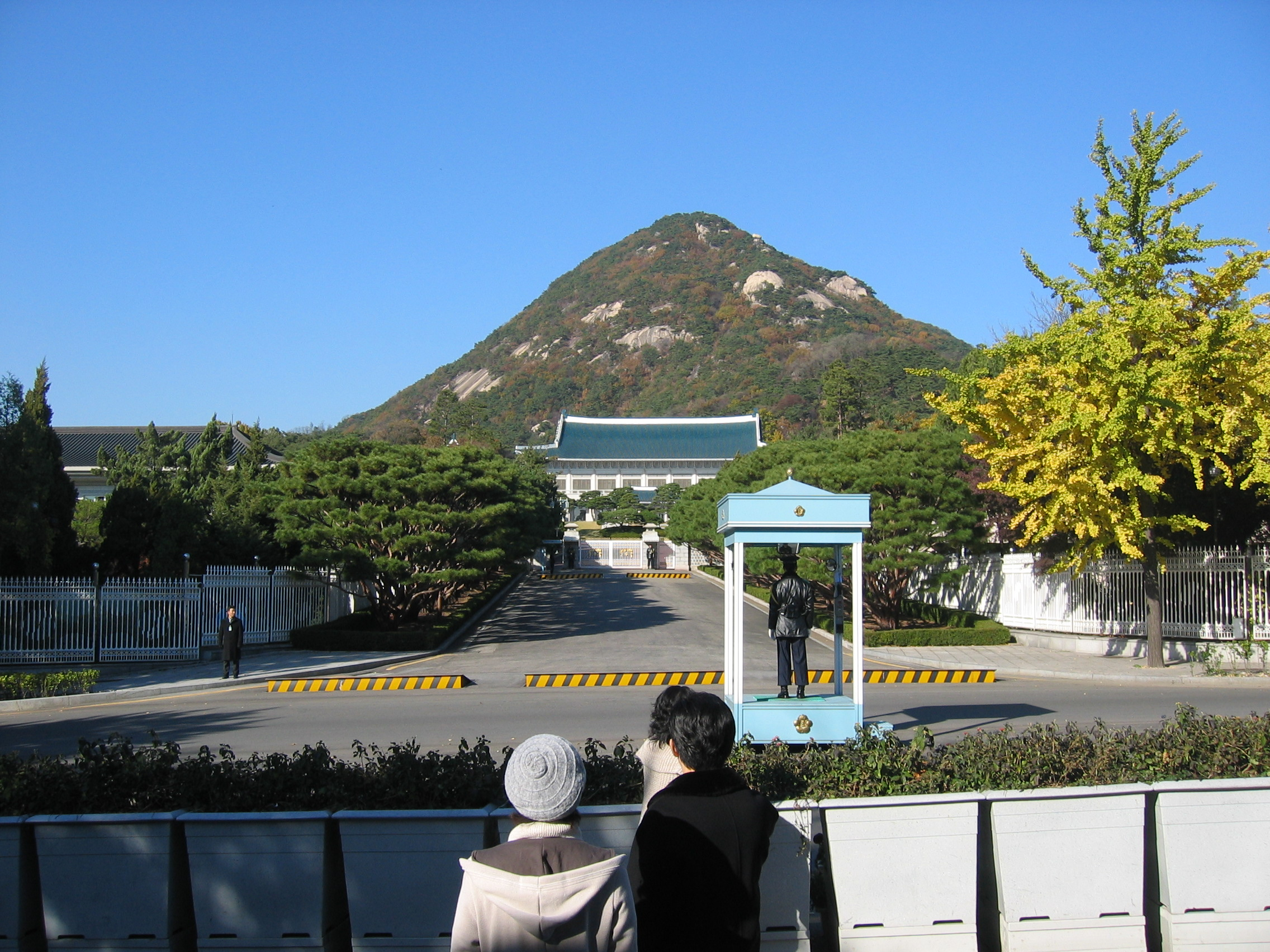
Près de l'entrée des terrains de la Maison-Bleue
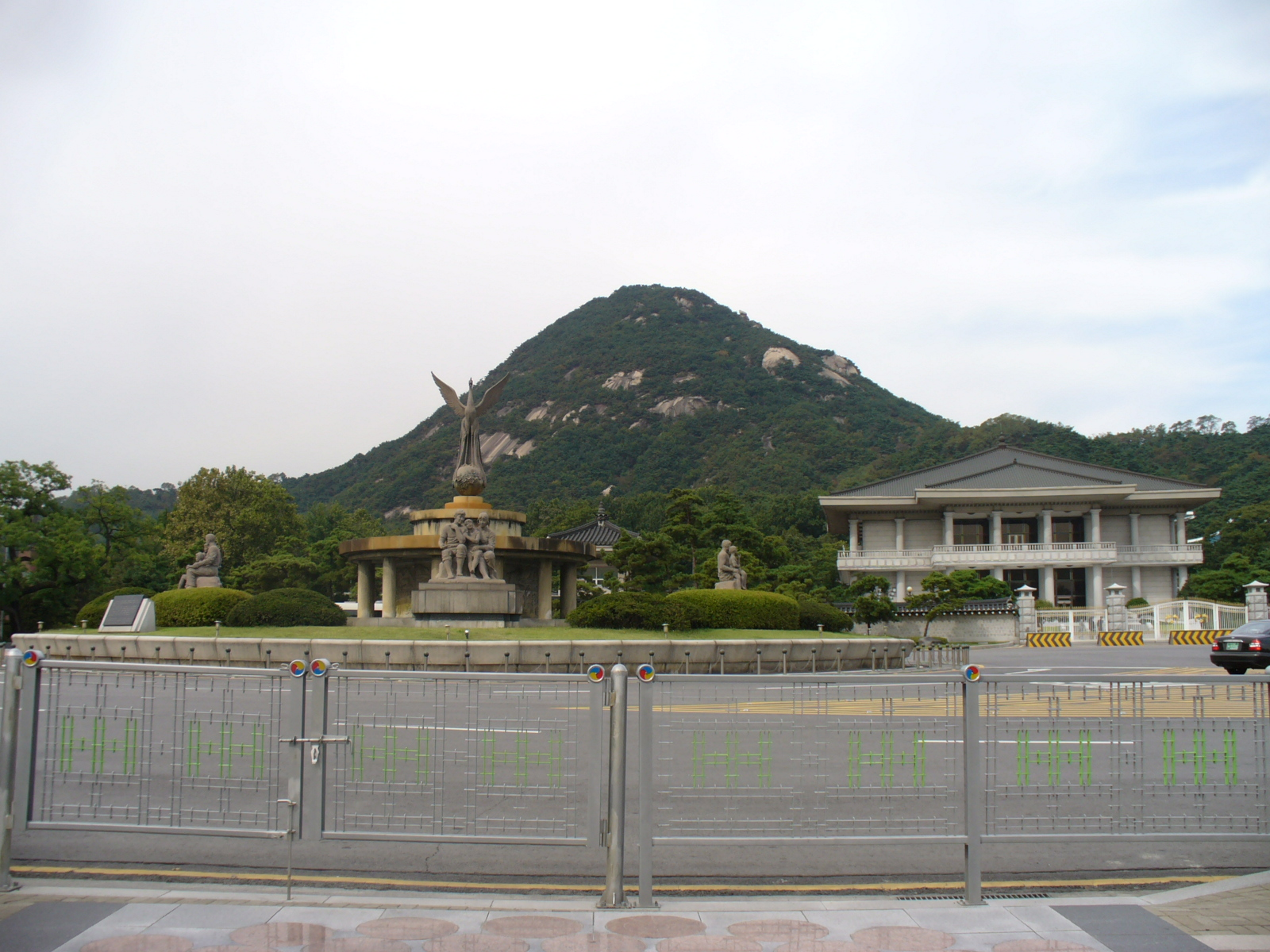
Monument sur la route en face de la Maison-Bleue, le bâtiment administratif en arrière-plan
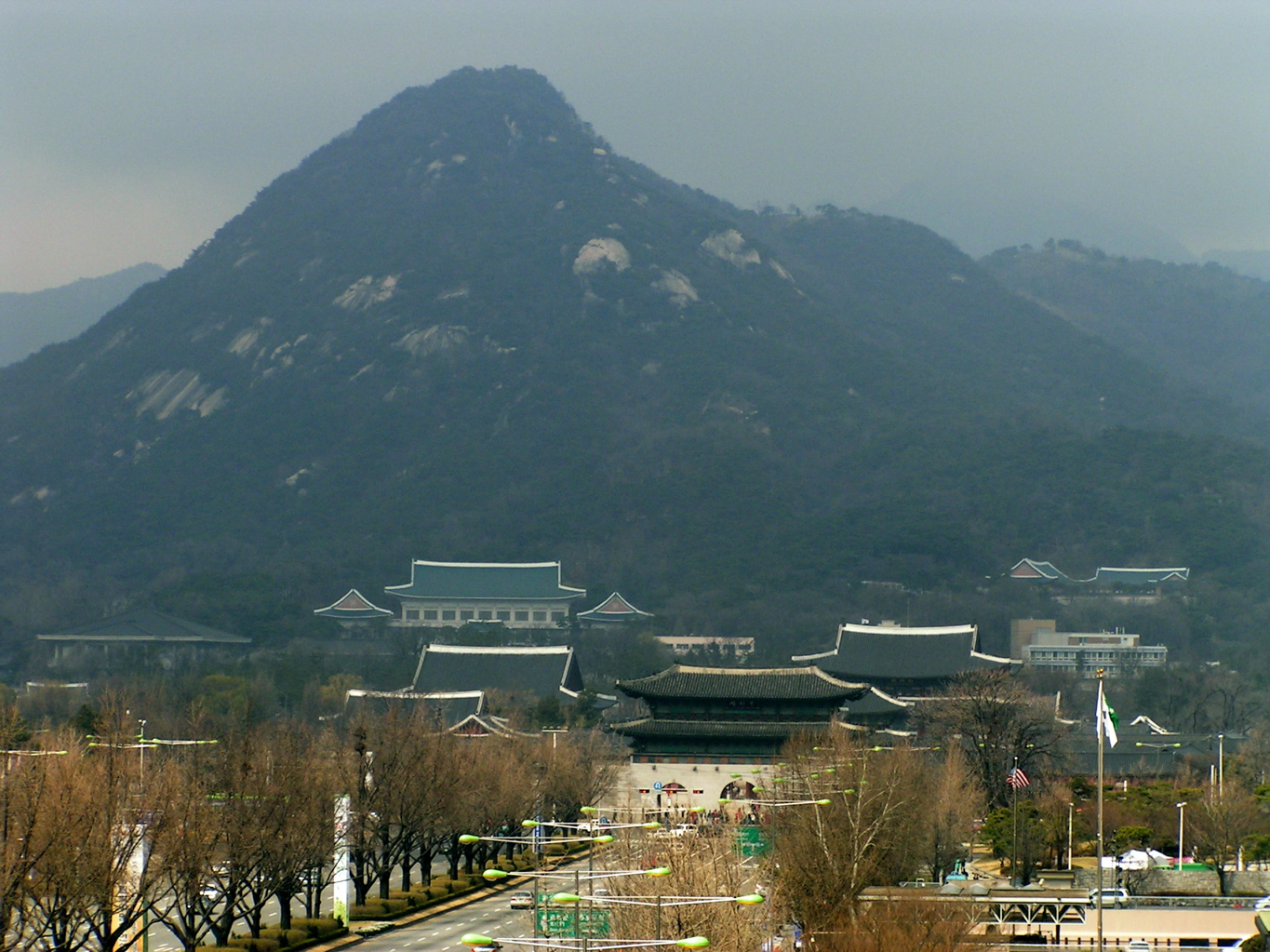
La Maison-Bleue en face du Bukhansan
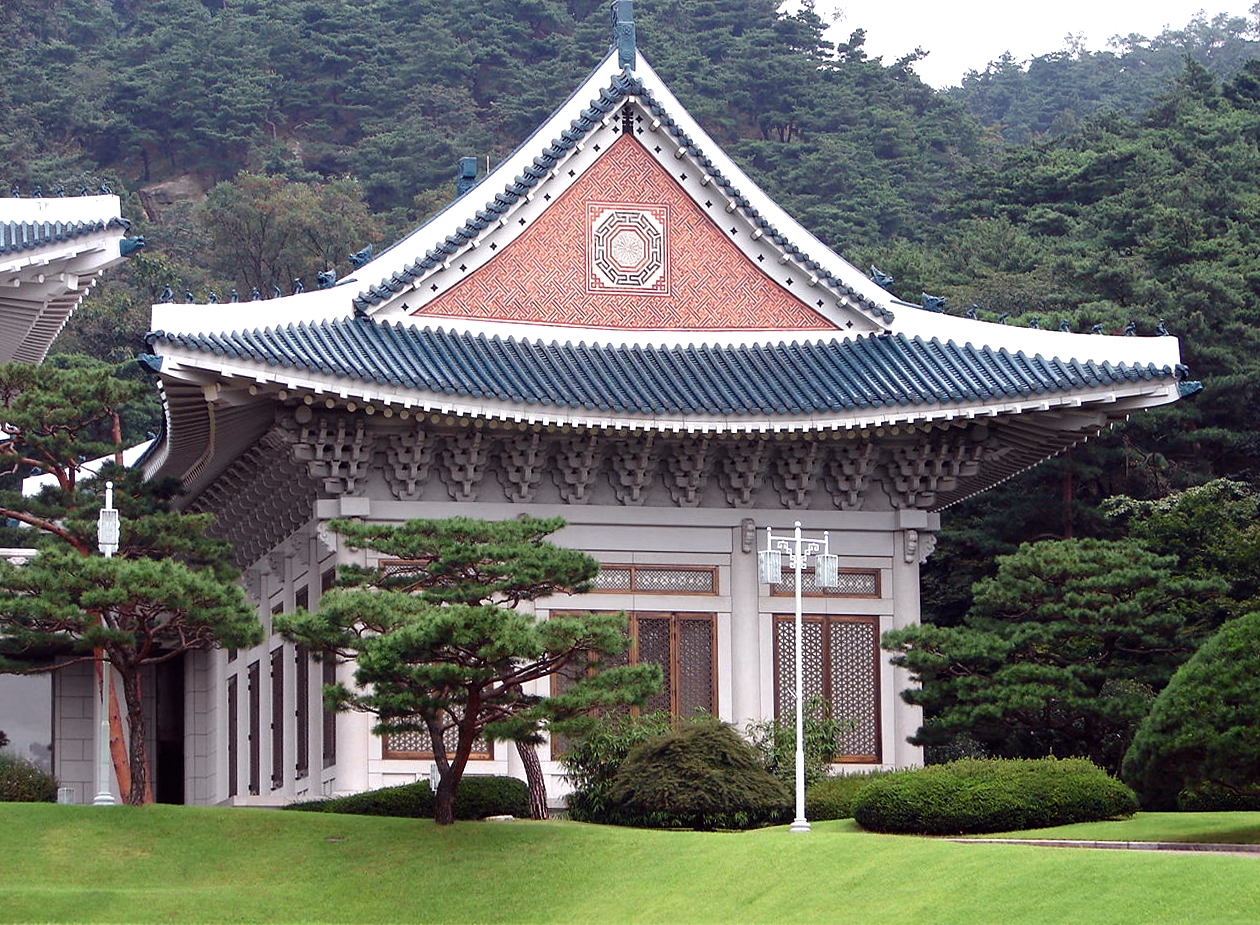
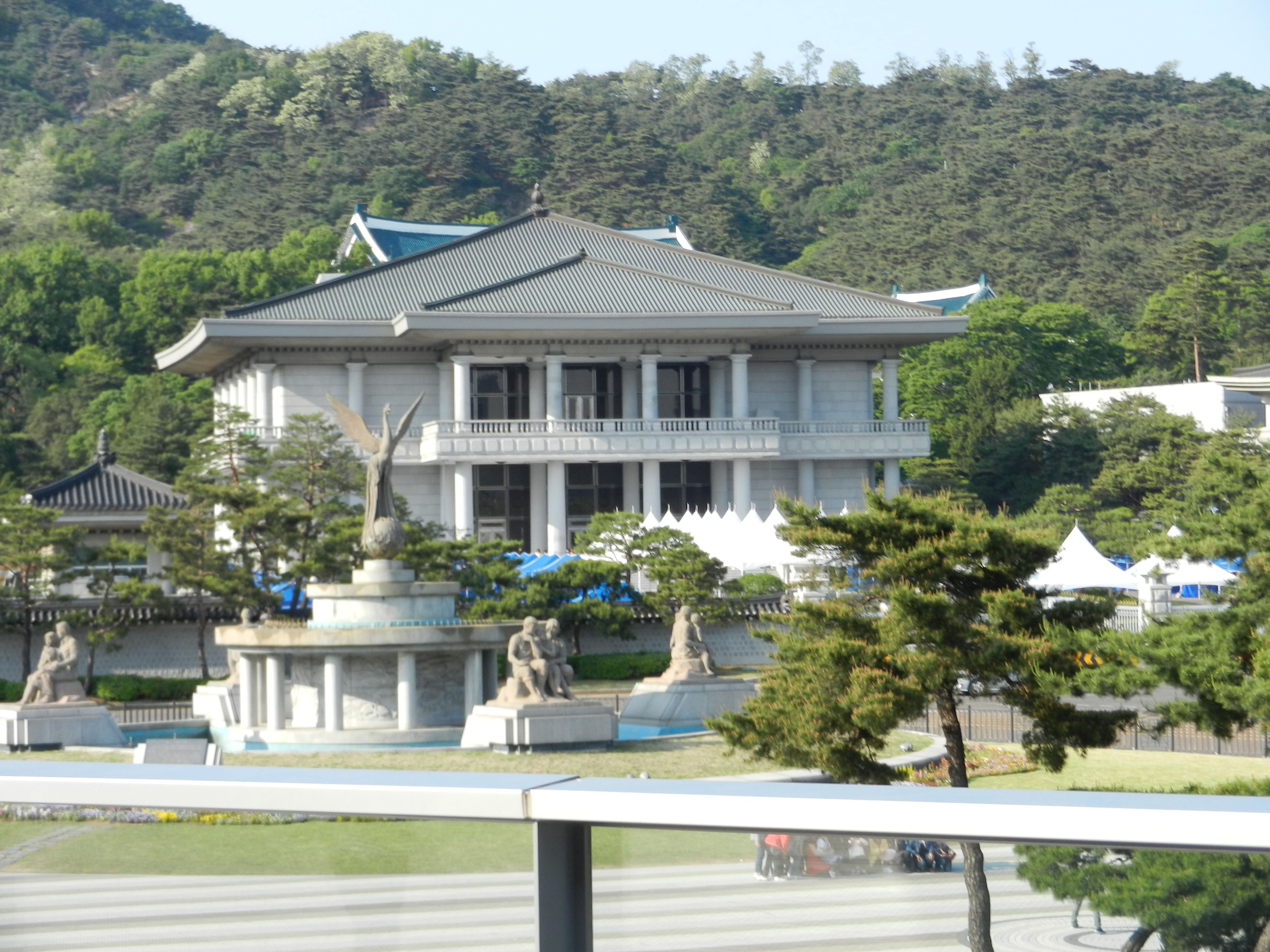
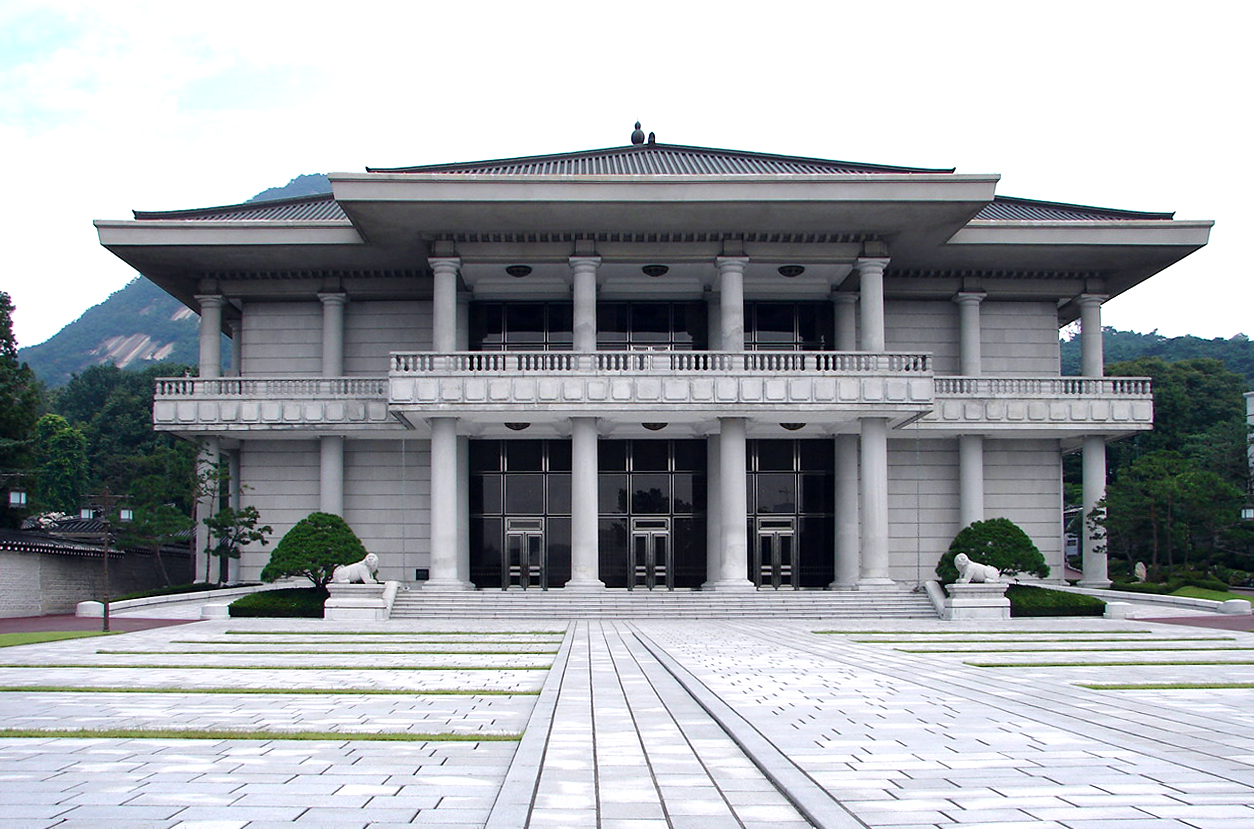
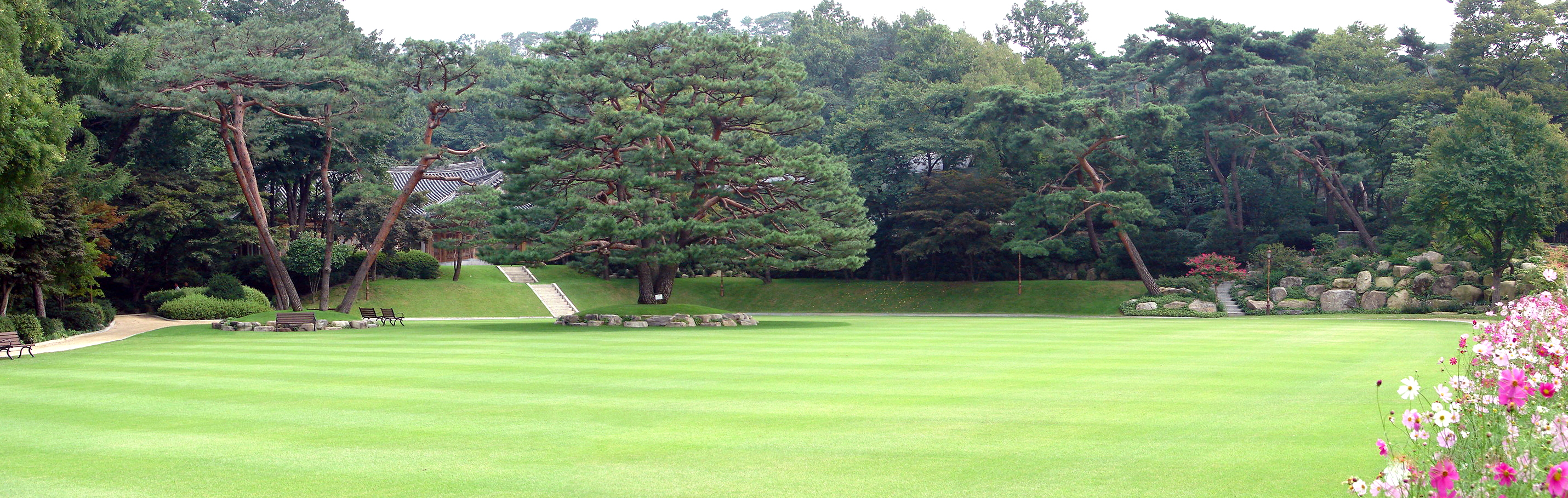
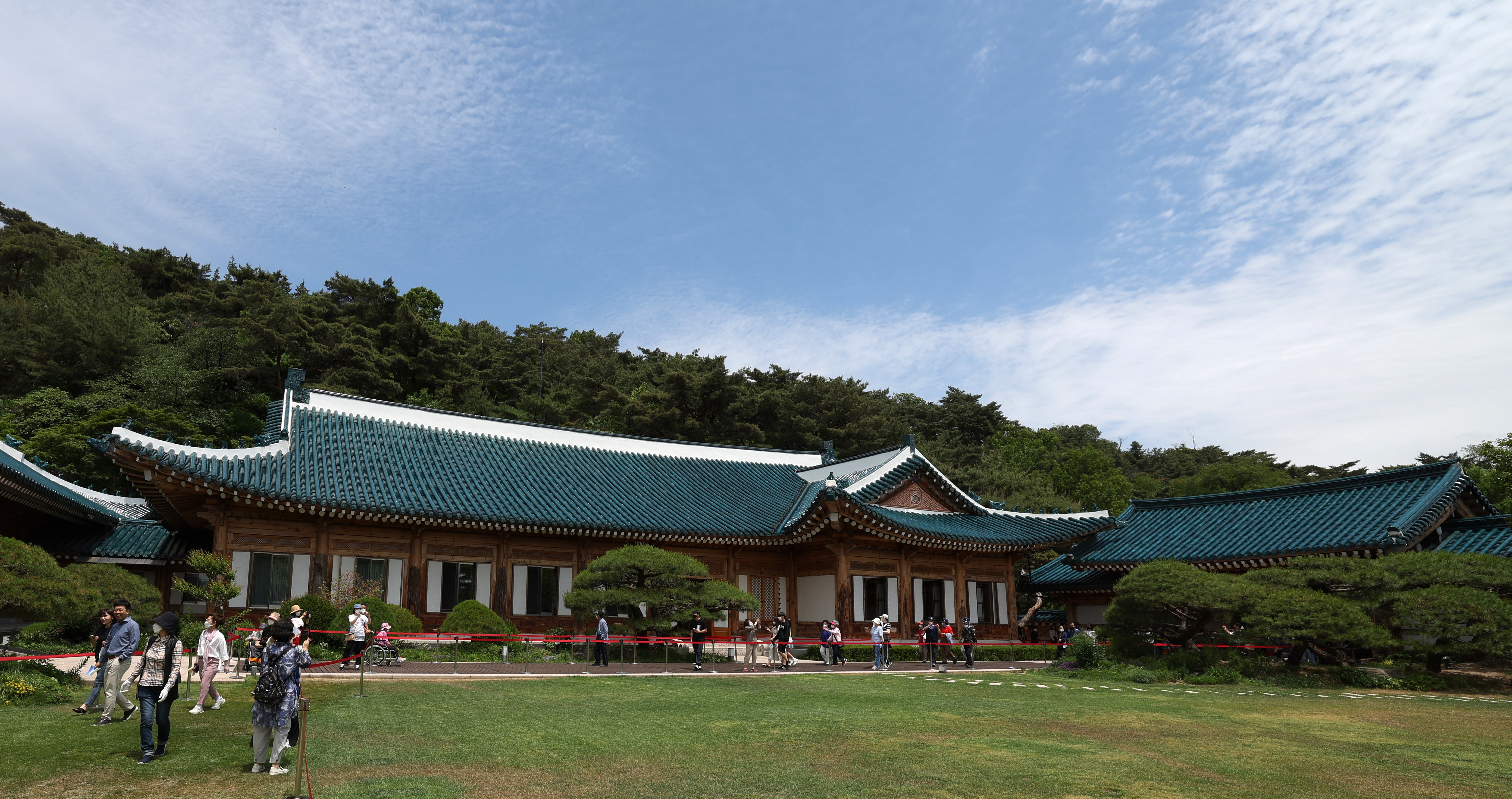
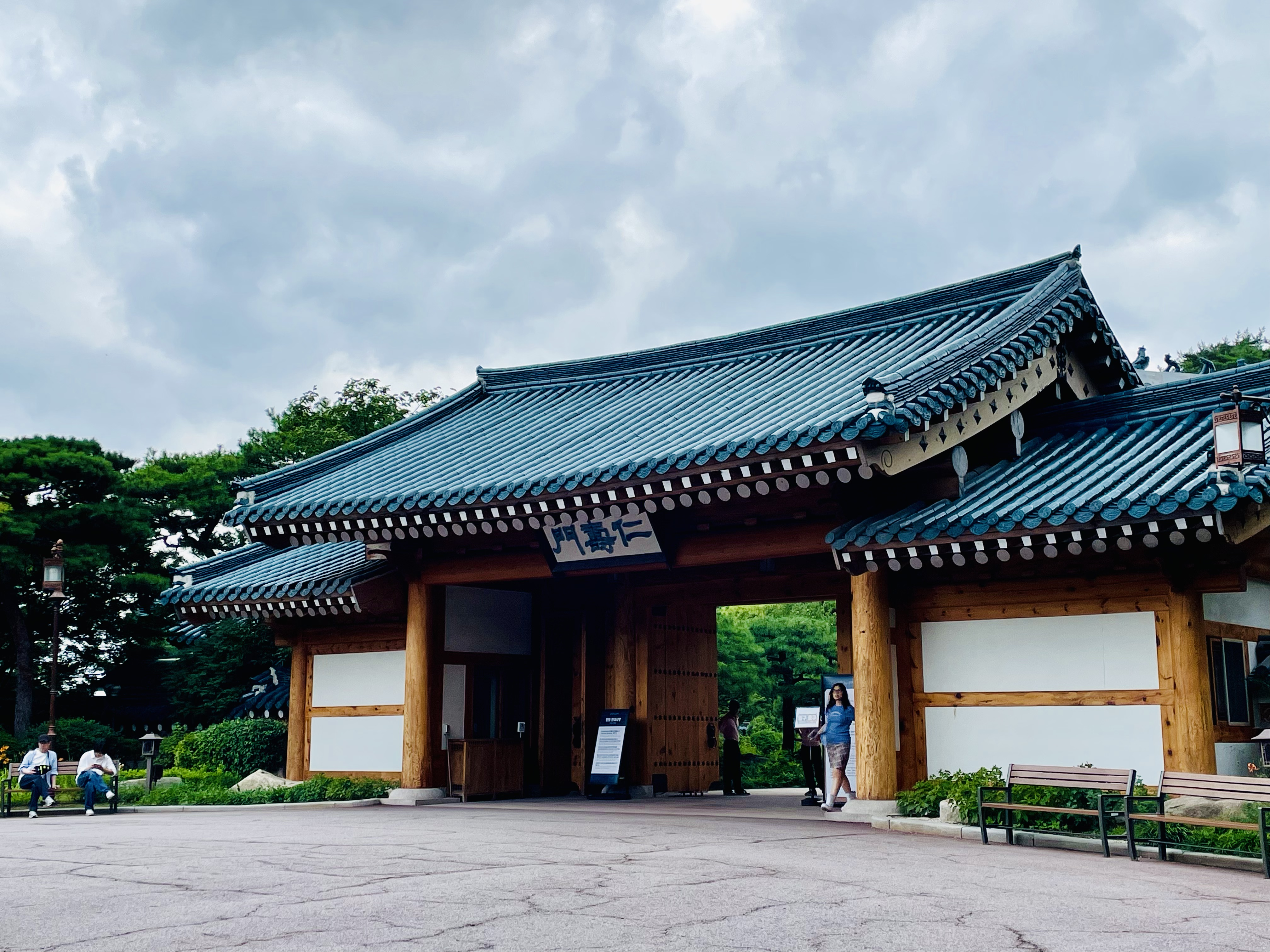
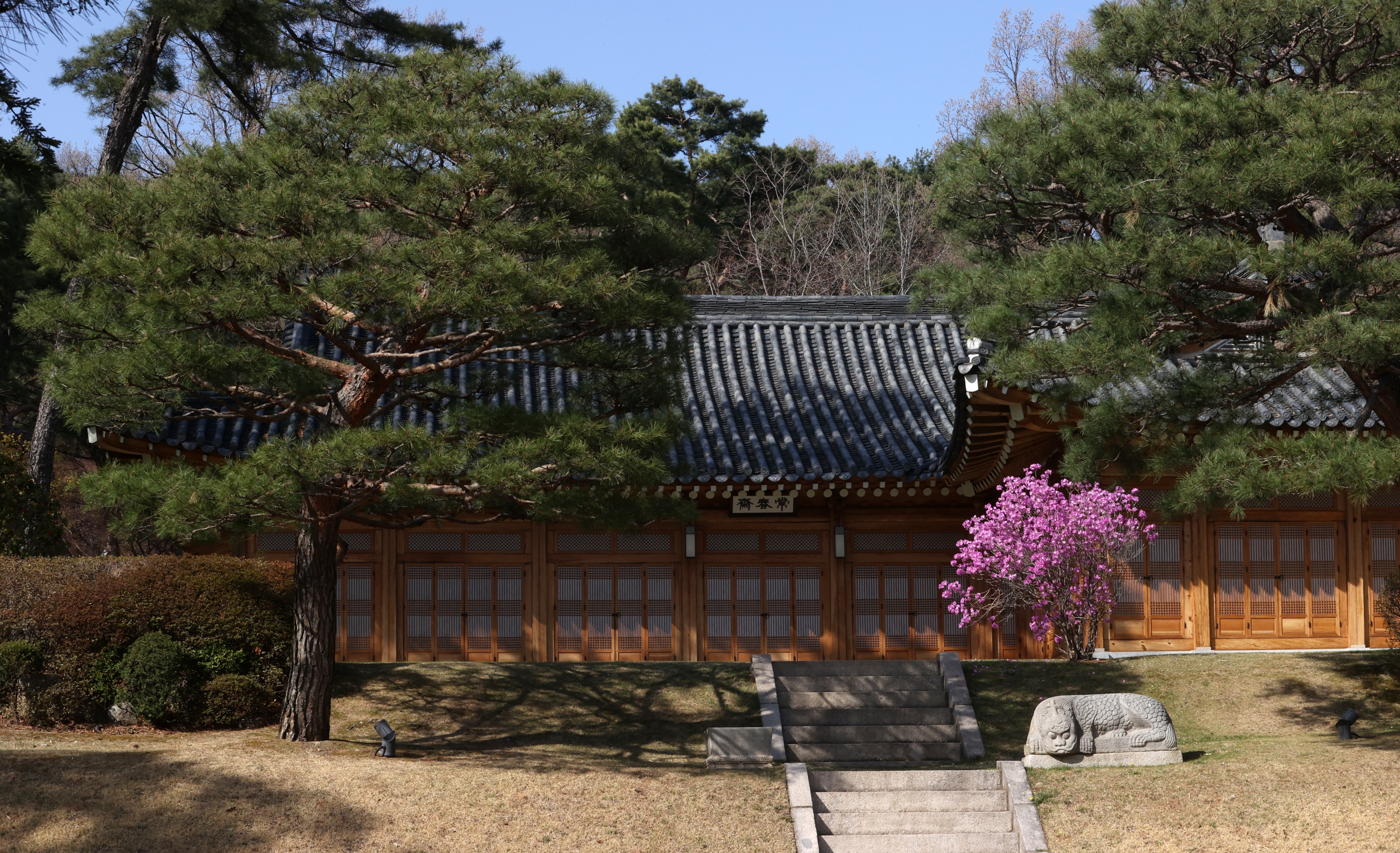
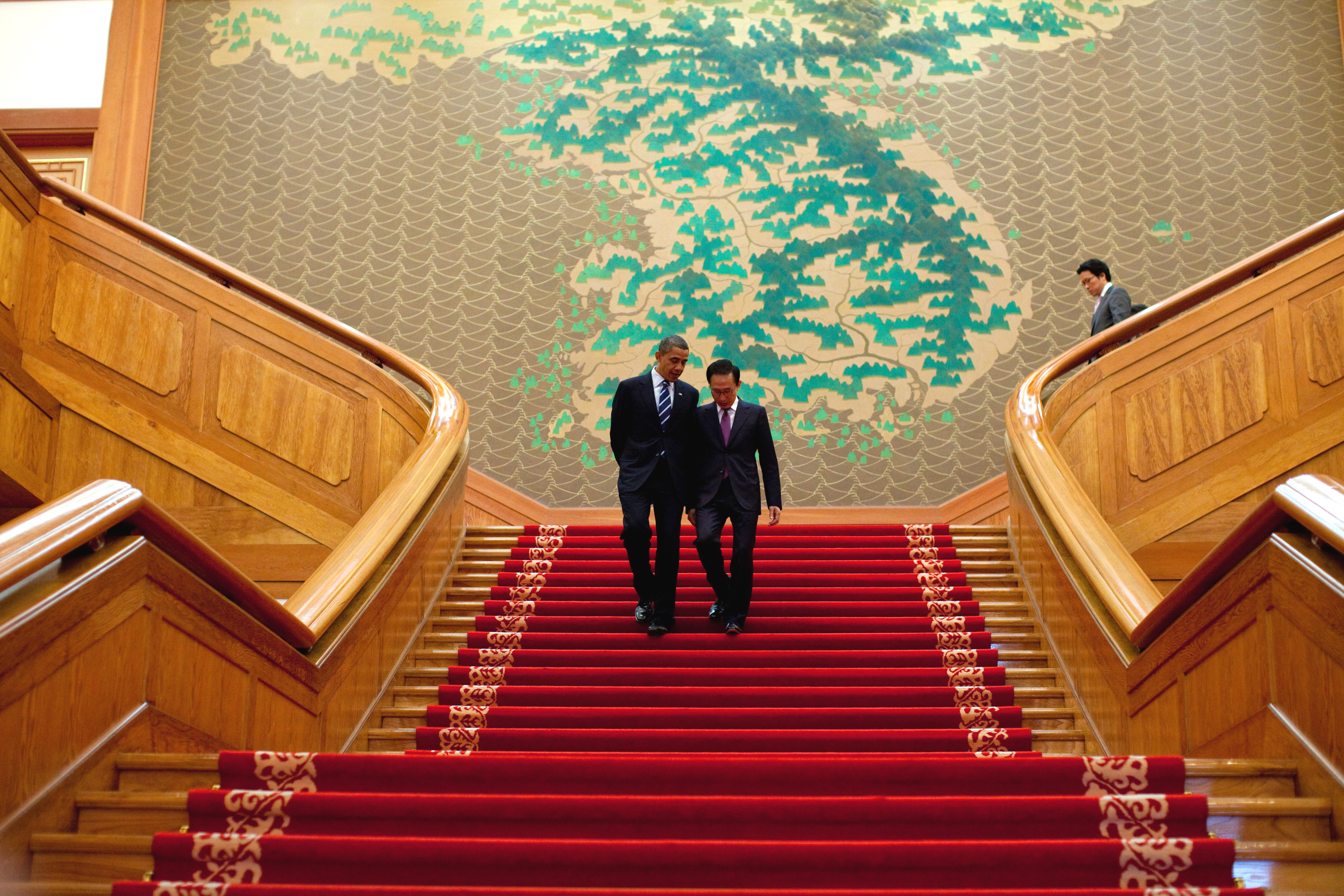
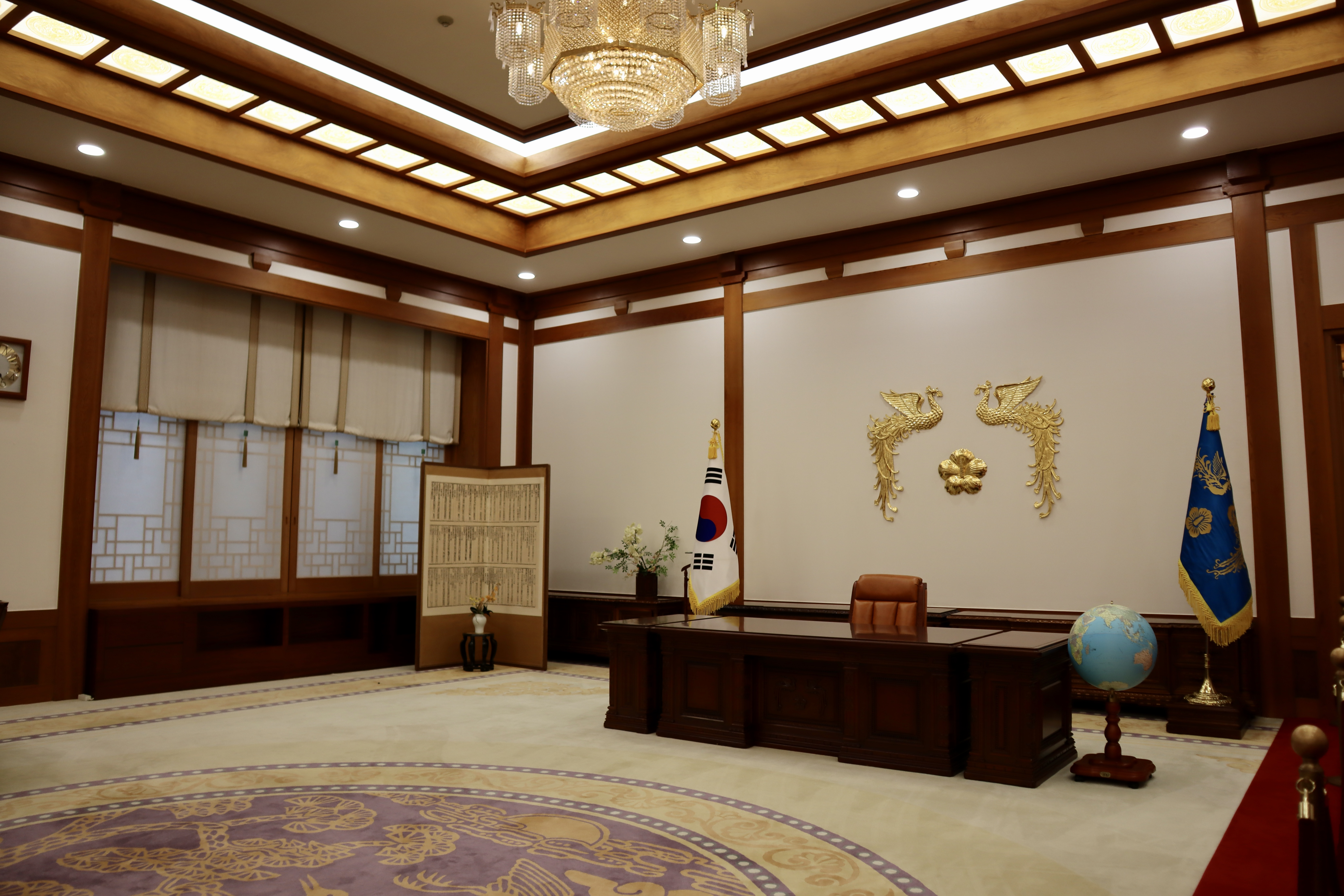
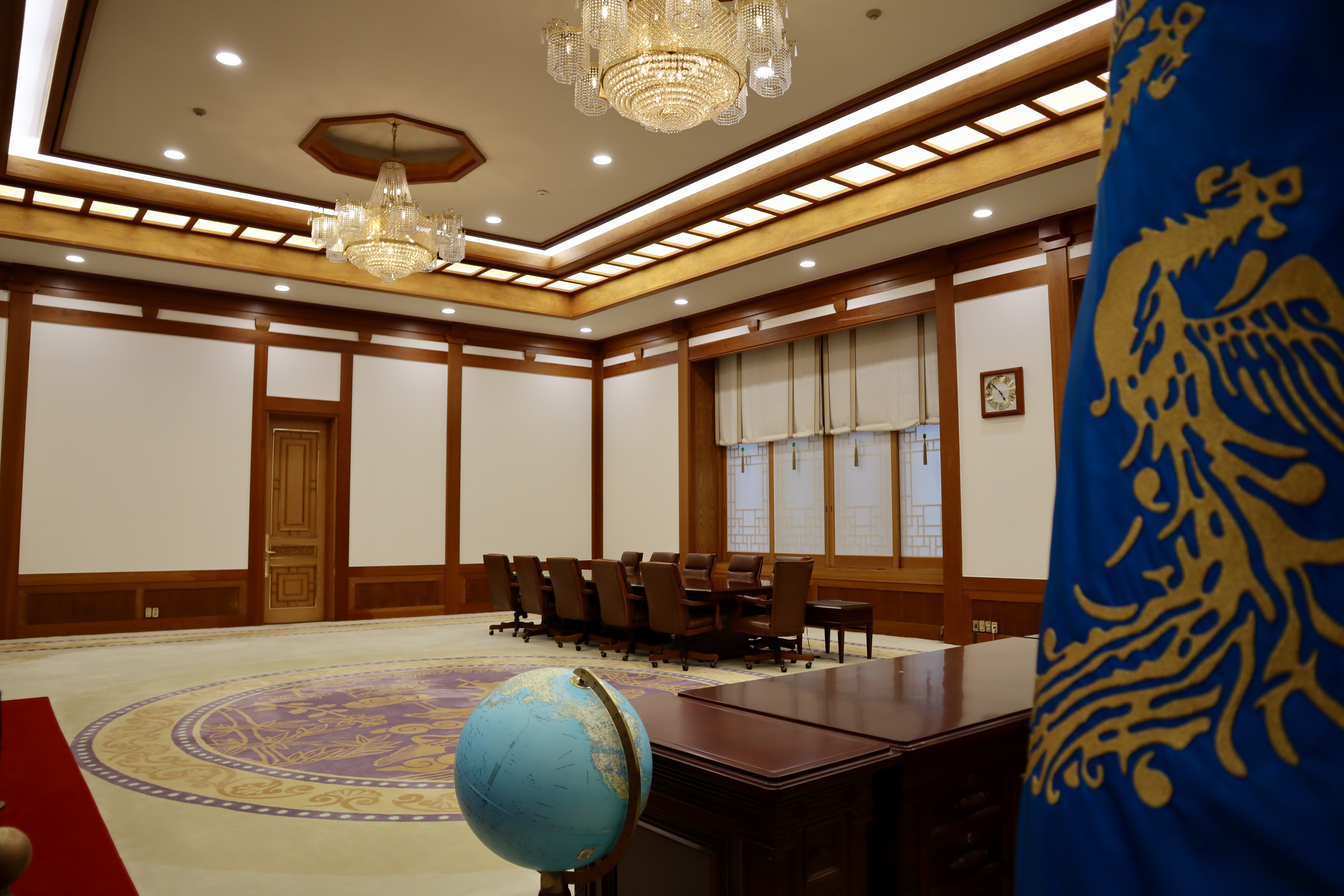
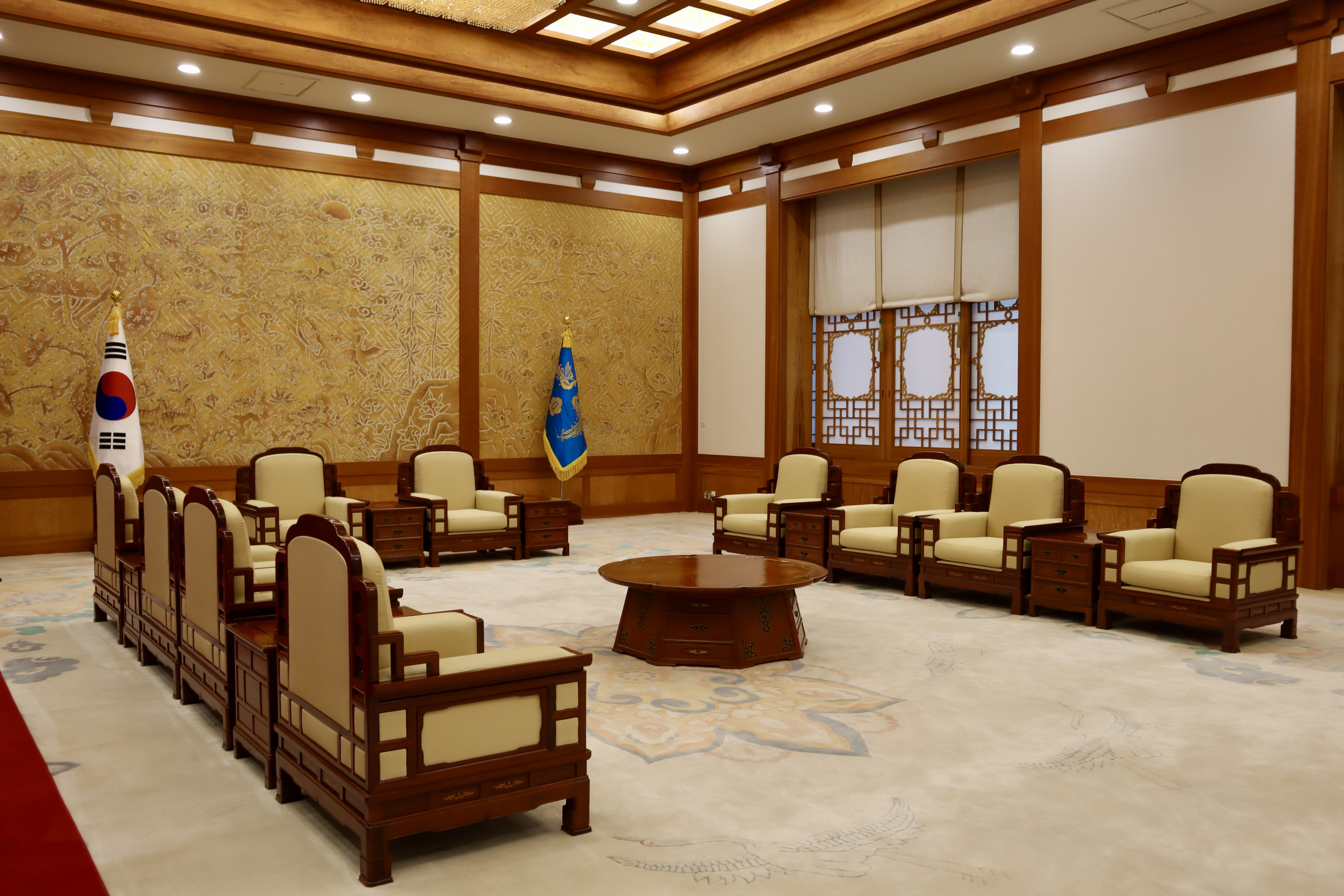
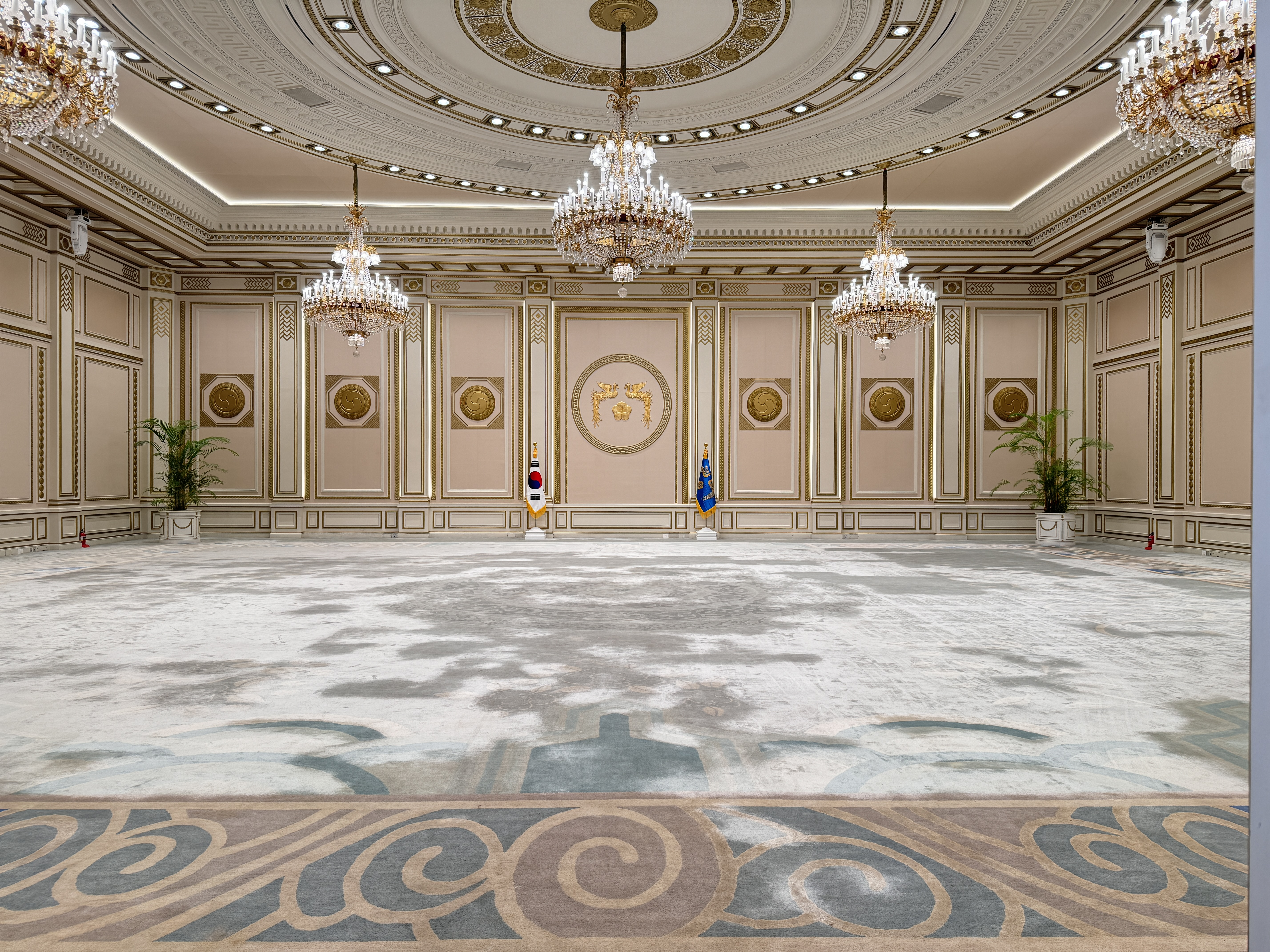